# 경성약학전문학교

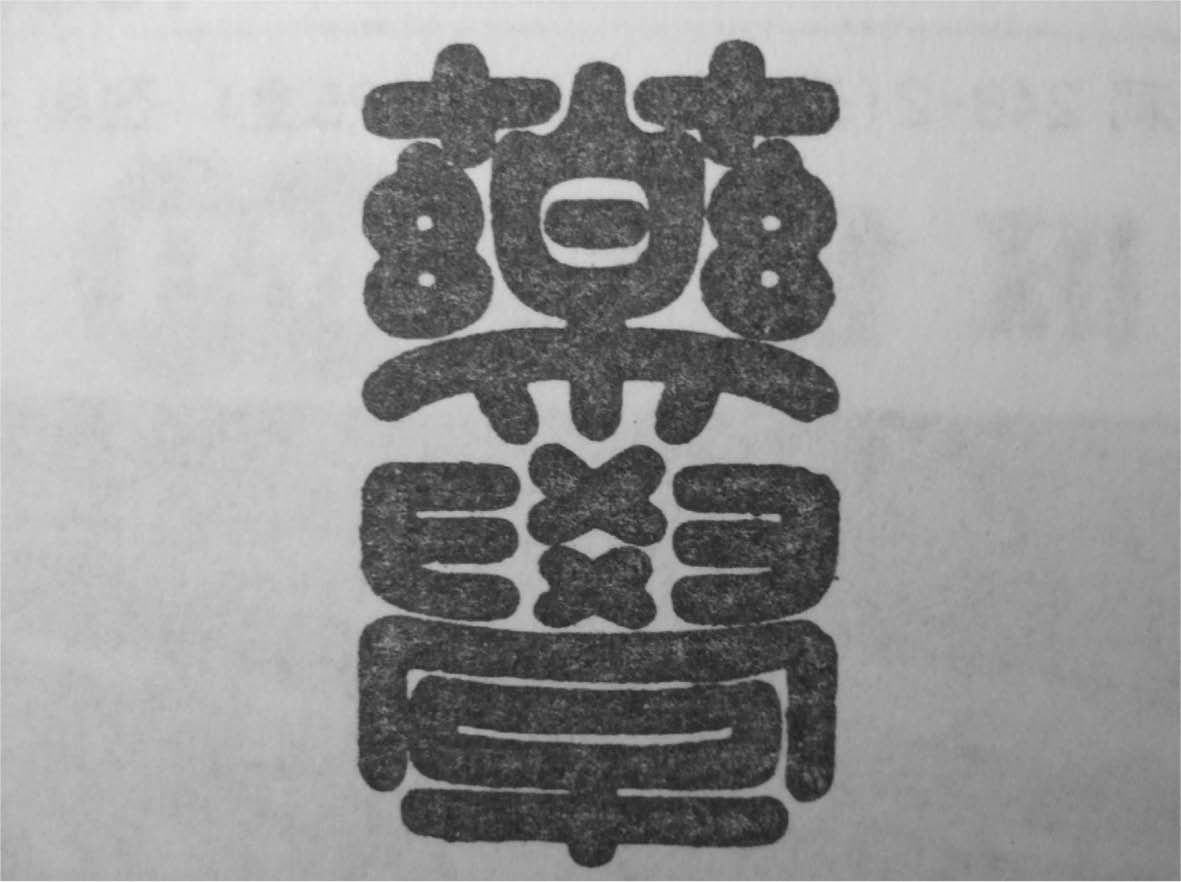
경성약학전문학교의 교표

경성약학전문학교(京城藥學專門學校)는 일제강점기의 교육기관 중 하나로 사립 전문학교였다. 일제 강점기 조선의 유일한 약학교육기관이었다. 해방 이후 1946년에 사실상 폐교와 함께 사립 서울약학대학교로 승격되었다가, 1950년 서울대학교 약학대학이 설립되자 이에 흡수되면서 대학기관으로 승격되었다.

## 전신
경성약학전문학교는 1909년 장기무, 이경봉 등이 조직한 약업총합소에서 주최한 조선약업총합소에서 설립한 조선약학강습소이다.. 이 약업총합소는 1914년 7월 약품취급강습회를 성공적으로 마치고, 정식약학교육기관 설립을 위하여 노력하였다. 결국 1915년 조선약학강습소로 이름을 바꾸고 본격적인 양약에 대한 교육을 시작했다. 이 단체는 조선총독부로부터 교육기관으로 인가를 받기 위해 정미칠적이자 경술국적인 조중응을 대표로 내세웠다. 약학강습소의 정원은 약 100명이었으며, 교육연한은 1년이었다. 1918년에는 조선약학교로 개칭하고 2년제로 개편되었다. 1919년 초대 교장 조중응이 사망하여 일본인 교장 兒島高里가 취임하자 강습소 설립에서부터 관여하였던 한국인 약업자들인 상의원 민강(閔橿), 최성필(崔聖弼), 이응선(李應善), 이옥인, 이익열(李益烈), 방규환(方奎煥) 등이 모두 퇴직하였다.  또한 1919년 3.1운동에 조선인 학생들이 참여하여 학생수가 급감했으며, 1920년 제1회 졸업식에서는 10명만이 졸업하게 되었다.

## 경성약학전문학교
조선약학교는 1930년 조선총독부로부터 전문학교 승격인가를 받고 교명을 경성약학전문학교로 변경했으며, 1933년 일본 문부성으로부터 약학전문학교로 지정을 받아 별도의 절차 없이 졸업생은 일본의 약제사자격시험에 응시할 수 있게 되었다. 경성약학전문학교는 승격과 함께 기존의 교사 자리에 2층 벽돌 건물을 신축하였다..
경성약학전문학교는 3년제였고 정원은 약 100명이었다. 본과와 별과가 설치되어 있어 본과에는 남자가 별과에는 최초로 여자가 입학하였다. 여자 입학생 이름은 이종영이다. 경성약학전문학교는 일제 강점기 조선 내 유일한 약학교육기관이었기 때문에 졸업생들은 조선 내 약학 및 제약계를 독점해 나갔다. 경성약학전문학교 졸업생들은 특수성과 희소성 때문에 당시의 극심한 취업난 속에서도 큰 걱정없이 대다수의 졸업생이 취업을 할 수 있었다. 한 예로 1940년대의 언론에 의하면 전쟁시기 어려운 취업 사정에도 불구하고 졸업생 전원의 취업이 결정되었다 한다.
경성약학전문학교는 일본인들에게도 많은 인기가 있었다. 동 시대 일본의 제국대학과 대학에는 약학부가 없었고, 관공립 전문학교도 3개교 뿐이었기 때문이다. 경성약학전문학교는 사립 전문학교였기 때문에 약제사(약사) 면허를 취득하기 위해서는 조선총독부 약제사자격시험을 보거나 일본의 약제사면허시험을 보아야 했다.1933년 일본 문부성의 약학전문학교 지정 이전에는 일본에서 을종약제사면허만을 취득할 수 있었지만, 약학전문학교 지정 이후에는 일본에서 을종약제사면허를 취득한 후 갑종약제사면허를 취득할 수 있게 되었다.
경성약학전문학교는 조선인 최초의 약제사(1920년, 이호벽, 신경휴)를 배출했으며, 조선인 졸업자들은 많은 수가 병원이나 조선매약주식회사와 같은 제약회사에 취직했다. 해방 이후에 이들은 남북한의 약학계에서 활약했는데, 당시 남북한 모두 약학을 공부한 학자가 절대적으로 부족했기 때문이다. 대한민국의 대학에서는 여러 약제사들을 교수로 채용하였으며, 조선민주주의인민공화국에서도 120여명의 약제사들을 조선민주주의인민공화국 각지의 의학대학 약학과 교수로 채용했다.
해방 이후 경성약학전문학교는 사립 서울약학대학으로 승격(전문부, 학부 설치)되었으나, 극심한 좌우 대립과 학내외 혼란 등으로 오래 유지 되지 못하였다. 학교의 운영이 어렵게 되자, 문교부의 결정에 의해 사립 서울약학대학은 1950년 9월 30일자로 국립서울대학교에 편입 되어 현재 서울대학교 약학대학에 이르고 있다.

## 같이 보기
- 일제 강점기의 교육